# Campionati italiani di sci alpino 1988
Ai Campionati italiani di sci alpino 1988 furono assegnati i titoli di discesa libera, supergigante, slalom gigante e slalom speciale, sia maschili sia femminili, e di combinata maschile.

## Risultati

### Uomini

#### Discesa libera
| Pos. | Atleta              | Nazione |
| ---- | ------------------- | ------- |
| 1    | Pietro Vitalini     | Italia  |
| 2    | Peter Runggaldier   | Italia  |
| 3    | Danilo Sbardellotto | Italia  |

#### Supergigante
| Pos. | Atleta           | Nazione |
| ---- | ---------------- | ------- |
| 1    | Heinz Holzer     | Italia  |
| 2    | Alberto Ghidoni  | Italia  |
| 3    | Lukas Perathoner | Italia  |

#### Slalom gigante
| Pos. | Atleta            | Nazione |
| ---- | ----------------- | ------- |
| 1    | Roberto Spampatti | Italia  |
| 2    | Giglio Tomasi     | Italia  |
| 3    | Alberto Tomba     | Italia  |

#### Slalom speciale
| Pos. | Atleta            | Nazione |
| ---- | ----------------- | ------- |
| 1    | Alberto Tomba     | Italia  |
| 2    | Roberto Grigis    | Italia  |
| 3    | Roberto Spampatti | Italia  |

#### Combinata
| Pos. | Atleta           | Nazione |
| ---- | ---------------- | ------- |
| 1    | Josef Polig      | Italia  |
| 2    | Fabio De Crignis | Italia  |
| 3    | Karl Brunner     | Italia  |

### Donne

#### Discesa libera
| Pos. | Atleta            | Nazione |
| ---- | ----------------- | ------- |
| 1    | Michaela Marzola  | Italia  |
| 2    | Barbara Frizzarin | Italia  |
| 3    | Renate Oberhofer  | Italia  |

#### Supergigante
| Pos. | Atleta           | Nazione |
| ---- | ---------------- | ------- |
| 1    | Michaela Marzola | Italia  |
| 2    | Renate Oberhofer | Italia  |
| 3    | Bibiana Perez    | Italia  |

#### Slalom gigante
| Pos. | Atleta           | Nazione |
| ---- | ---------------- | ------- |
| 1    | Cecilia Lucco    | Italia  |
| 2    | Paoletta Magoni  | Italia  |
| 3    | Michaela Marzola | Italia  |

#### Slalom speciale
| Pos. | Atleta           | Nazione |
| ---- | ---------------- | ------- |
| 1    | Paoletta Magoni  | Italia  |
| 2    | Roberta Serra    | Italia  |
| 3    | Michaela Marzola | Italia  |